# ペルセポネー
ペルセポネー（古希: ΠΕΡΣΕΦΟΝΗ〈Περσεφόνη〉、古代ギリシア語ラテン翻字: Persephónē）は、ギリシア神話に登場する冥界の女王である。
ゼウスとデーメーテールの娘（一説にはゼウスとステュクスの娘）で、ハーデース（ローマ神話のプルートーに相当）の妻として傍らに座しているとされる。しばしばコレー（「乙女」の意）とも言及される（地上にいた時はコレーと呼ばれ、冥界に入ってからはペルセポネーと呼ばれた）。
ペルセフォネーとも。日本語では長母音を省略してペルセポネ、ペルセフォネとも呼ぶ。ローマ神話ではプロセルピナと呼ばれ、春をもたらす農耕の女神となっている。

## 神話

### ペルセポネーの略奪

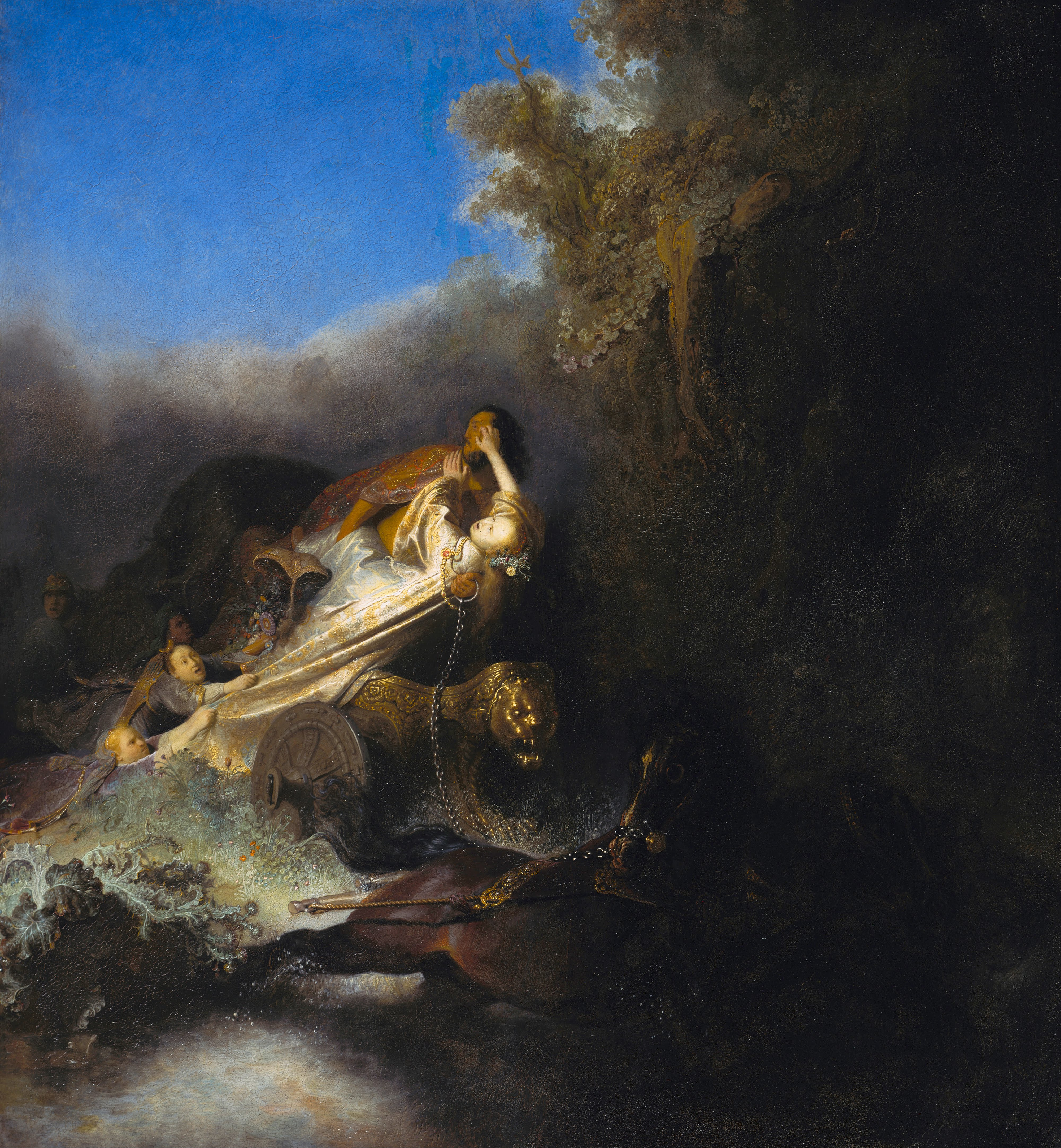
レンブラント・ファン・レインの1631年頃の絵画『プロセルピナの略奪』。ベルリン絵画館所蔵。

神話によると、ペルセポネー（当時のコレー）は、アテーナーとアルテミスのように永遠の処女であることを誓ったため、アプロディーテーはエロースの矢で冥界の王ハーデースを射ることを画策した。ちょうどペルセポネーは、ニューサ（山地であるが、どこであるのか諸説ある）の野原でニュムペー達と供に花を摘んでいた。するとそこに一際美しい水仙の花が咲いていた。ペルセポネーがその花を摘もうとニュムペー達から離れた瞬間、急に大地が裂け、黒い馬に乗ったハーデースが現れ、彼女は冥府に連れ去られてしまった。

### デーメーテールの怒り
オリュムポスでは、母デーメーテールがさらわれるペルセポネーの叫び声を聞きつけた。そして娘の姿がどこにもないことに気づくと、悲しみにくれながら、松明を片手に行方の分からない娘を探して地上を巡り歩いた。そして十日目に灯火を手にした月神ヘカテーと出会って、ペルセポネーが誘拐されたことを聞いた。そこで二柱の女神は太陽神ヘーリオスのところに行き、ヘーリオスから、ハーデースがペルセポネーを冥府へと連れ去ったことを知る（一説にはアレトゥーサが教えてくれた）。女神はゼウスの元へ抗議に行くが、ゼウスは取り合わず、「冥府の王であるハーデースであれば夫として不釣合いではない」と発言した。これを聞き、娘の略奪をゼウスらが認めていることにデーメーテールが激怒し、オリュンポスを去り大地に実りをもたらすのをやめ、地上に姿を隠す。
一方、冥府に連れ去られたペルセポネーは丁重に扱われるも、自分から進んで暗い冥府に来た訳ではないため、ハーデースのアプローチに対しても首を縦に振らなかった。

### 四季の始まり

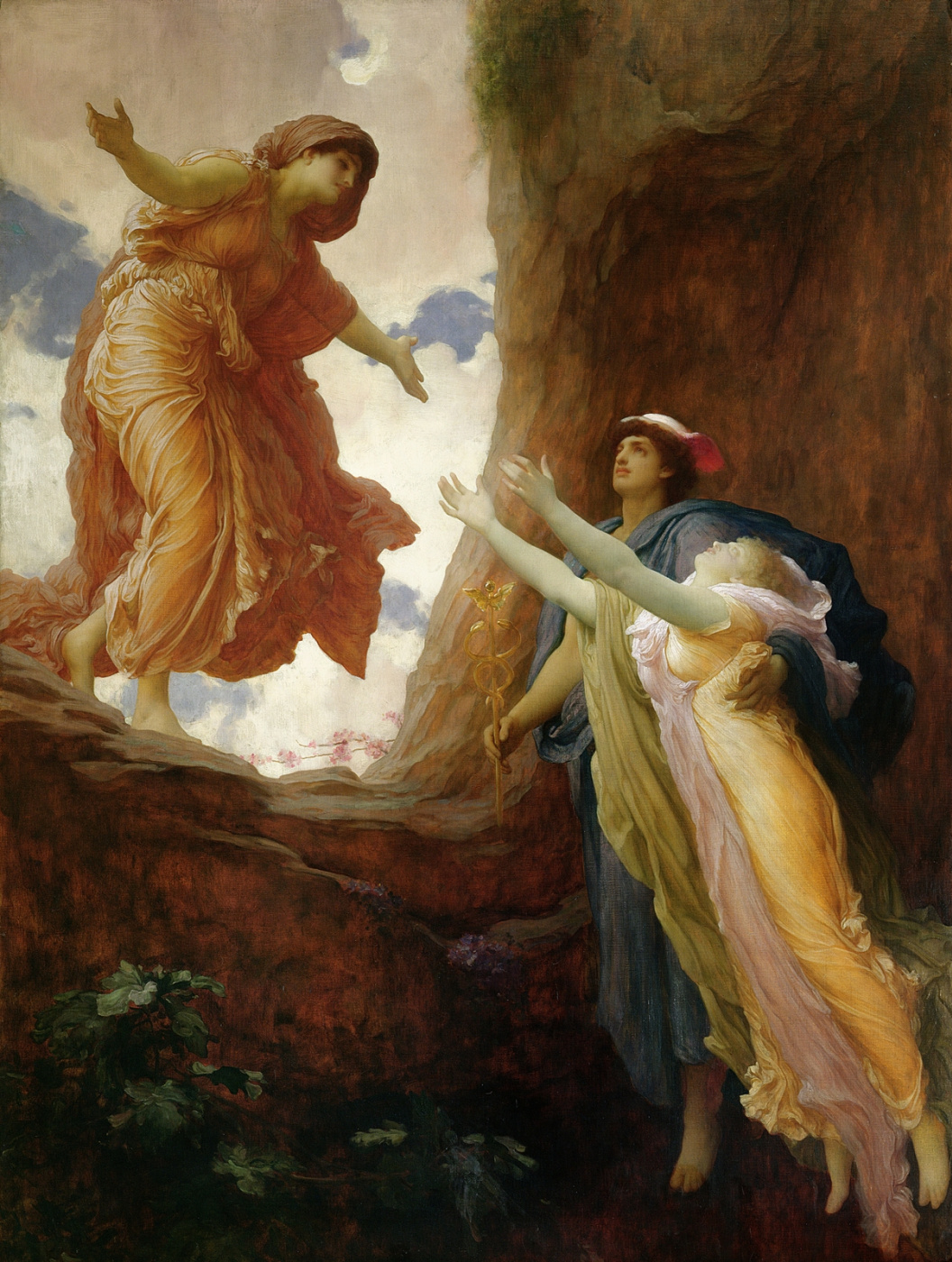
フレデリック・レイトンの1891年の絵画『ペルセポネの帰還』。リーズ美術館所蔵。

その後ゼウスがヘルメースを遣わし、ハーデースにペルセポネーを解放するように伝え、ハーデースもこれに応じる形でペルセポネーを解放した。その際、ハーデースがザクロの実を差し出す。それまで拒み続けていたペルセポネーであったが、ハーデースから丁重に扱われていたことと、何より空腹に耐えかねて、そのザクロの実の中にあった12粒のうちの4粒（または6粒）を食べてしまった。
そして母であるデーメーテールの元に帰還したペルセポネーであったが、冥府のザクロを食べてしまったことを母に告げる。冥界の食べ物を食べた者は、冥界に属するという神々の取り決めがあったため、ペルセポネーは冥界に属さなければならない。デーメーテールはザクロは無理やり食べさせられたと主張してペルセポネーが再び冥府で暮らすことに反対するも、デーメーテールは神々の取り決めを覆せなかった。そして、食べてしまったザクロの数だけ冥府で暮らす（1年のうちの1/3〈または1/2〉を冥府で過ごす）こととなり、彼女は冥府の王妃ペルセポネーとしてハーデースの元に嫁いで行ったのである。そしてデーメーテールは、娘が冥界に居る時期だけは、地上に実りをもたらすのを止めるようになった。これが冬（もしくは夏）という季節の始まりだという。農作物の消長の原理はこの神話によって説明されている。
また、ペルセポネーが地上に戻る時期は、母である豊穣の女神デーメーテールの喜びが地上に満ち溢れるとされる。これが春という季節である。そのため、ペルセポネーは春の女神（もしくはそれに相当する芽吹きの季節の女神）とされる。ペルセポネーの冥界行きと帰還を中軸とするエレウシースの秘儀は死後の復活や死後の世界における幸福、救済を保証するものだったと考えられている。メトロポリタン美術館に所蔵されているアッティカ赤絵式のクラーテールでは、地上へと帰還するペルセポネーの姿が描かれている。ペルセポネーはヘカテーとヘルメースの案内で地面の裂け目から地上に戻り、地上でペルセポネーと再会を果たすデーメーテールは大地のサイクルの更新を受け取る。
デーメーテールがポセイドーンとの間に産んだ娘、デスポイナと同一視されることもあり、ギリシア神話が確立される以前はポセイドーンとデーメーテールの間に産まれた子だった。また、ペルセポネー自体が本来デーメーテールと同一神であり、デーメーテールの地下の神としての側面が分離してペルセポネーという別の女神になったとも考えられている。

### 冥府の女神としての神話
このように、ペルセポネーは強制的にハーデースの妻にされてしまったが、ハーデースの妻であることを受け入れ、ギリシャ神話では夫のそばにいる場面が多い。またハーデースの恋人メンテーを厳罰に処すなど、強い嫉妬心を見せるようになった。しかしペルセポネー自身も美しい人間の男・アドーニスを深く愛し、ゼウス公認で1年の1/3の間、彼を恋人として堂々とそばにおいている。
このほかにオルペウス教の物語では、ゼウスは大蛇の姿となってペルセポネーと交わり、ザグレウスをもうけた。

#### メンテー
コキュートス川のニュムペー、メンテーはペルセポネー以前にハーデースが愛した女性。
ハーデースは最初にメンテーを愛したが、後に地上からペルセポネーをさらって冥府に連れてきた。メンテーは嫉妬に狂ってペルセポネーに怒りや不満の言葉を浴びせた。自分の方がペルセポネーよりも美しいのだから、ハーデースもいずれ自分とよりを戻し、館からペルセポネーを追い出すだろう、と。しかしこの言葉が母デーメーテールの怒りを買った。メンテーはデーメーテールに足で踏みつぶされて死に、どこにでもある草ミントになった。別の話によると、メンテーを踏みつけて草に変えたのはペルセポネーで、ピュロス市の東にはメンテーの名に由来する山があった。

#### アドーニス
アッシリア王キニュラースの娘ミュラー（スミュルナ）が父王を愛し、その結果生まれたアドーニス。
この不幸な出生のアドーニスの養育を、愛の女神アプロディーテーは密かにペルセポネーに頼んだ。しかしアドーニスの美しさにペルセポネーもアドーニスを愛するようになった。そこでゼウスは1年の1/3をそれぞれアプロディーテー、ペルセポネーと暮らし、残る1/3をアドーニスが好きなように使うよう決めたのだが、アドーニスは自分の時間を全てアプロディーテーに与えた。これを知ったアレースは獰猛な猪に変身し、アドーニスを殺した。この時アドーニスが流した血からアネモーネーが生まれ、死を悲しみアプロディーテーが流した紅涙が白薔薇を赤く染めた。

## その他

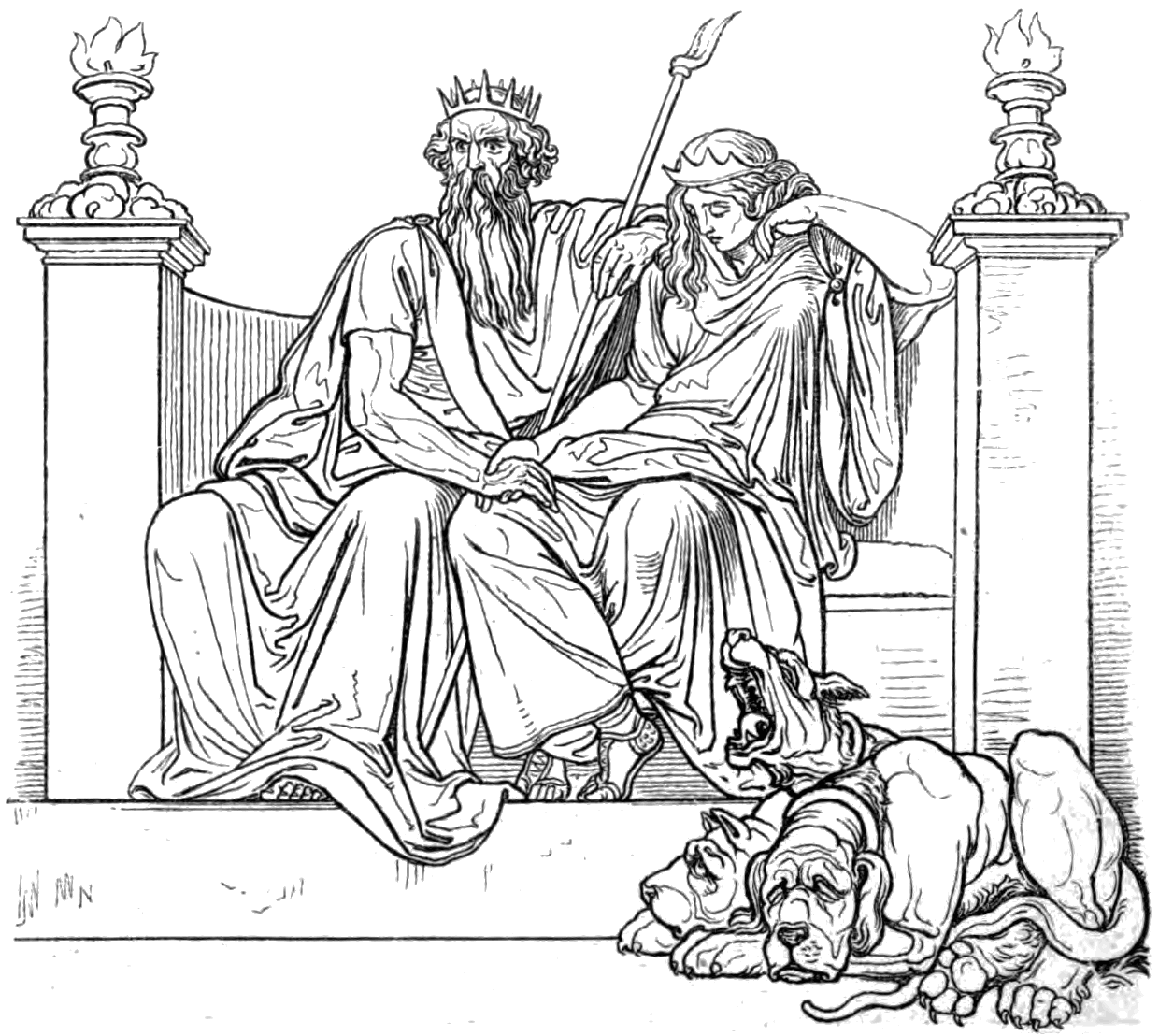
ハーデースの傍らに座しているペルセポネー。

- セイレーンは、元はペルセポネーに仕えていたニュムペーで、ペルセポネーがハーデースに誘拐されると、毎日悲しんでばかりで、「恋愛もせず、泣いてばかりで許せない」、とアプロディーテーの怒りを買い、怪鳥の姿に変えられてしまったとの説もある[20]。
- プシューケーがアプロディーテーの試練により冥府に来た際、美の箱を渡したり、冥府に連れて来られたシーシュポスの3日間だけ生き返らせてくれという頼みを叶えたりするなど、冥府の女王としての描写も多数ある。なおペルセポネーへの言及は『オデュッセイア』、オルペウス説話などにも見られる。また、ペイリトオスが冥界に行ってペルセポネーを誘拐して結婚しようとしたという話もある。
- ウェルギリウスはアウェルヌスの聖林の中にペルセポネーの聖なる樹木「金枝」があり、その枝を折り取ってペルセポネーに捧げることで、生きたまま冥界へと下って行き、また帰って来ることができるとしている。アイネイアースは巫女シビュラの指示に従ってこの枝を折り、また渡守カローンに枝を見せることで冥府の川を渡り、亡き父アンキーセースの霊と会うことができた[21]。
- また、ディオニューソスにギンバイカの木と引き替えに母親のセメレーを冥府から帰している。
- 後代には手に炬火を持ちその髪には蛇を纏わらせ、暗い不機嫌な相貌を持つ姿で描かれた[22]。
- 「ペルセポネー」という名前の意味については諸説がある。
  - 「光を破壊する女」あるいは「目も眩むような光」[23]
  - 「死をもたらす者」[24]
- その象徴は水仙、ザクロ、蝙蝠である[25]。

## ギャラリー

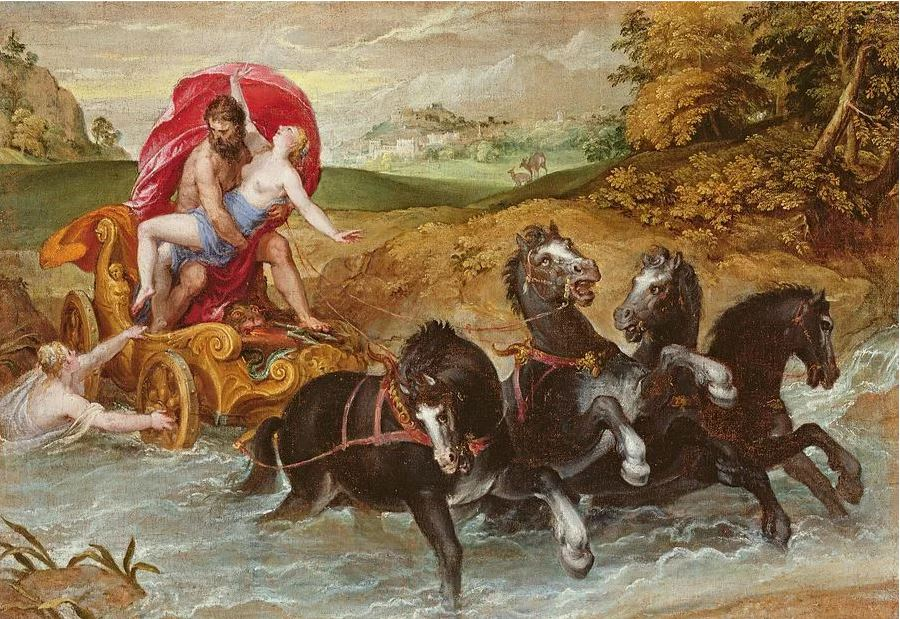
クリストフェル・スワルト（英語版）『プロセルピナの略奪』（1573年） フィッツウィリアム美術館所蔵
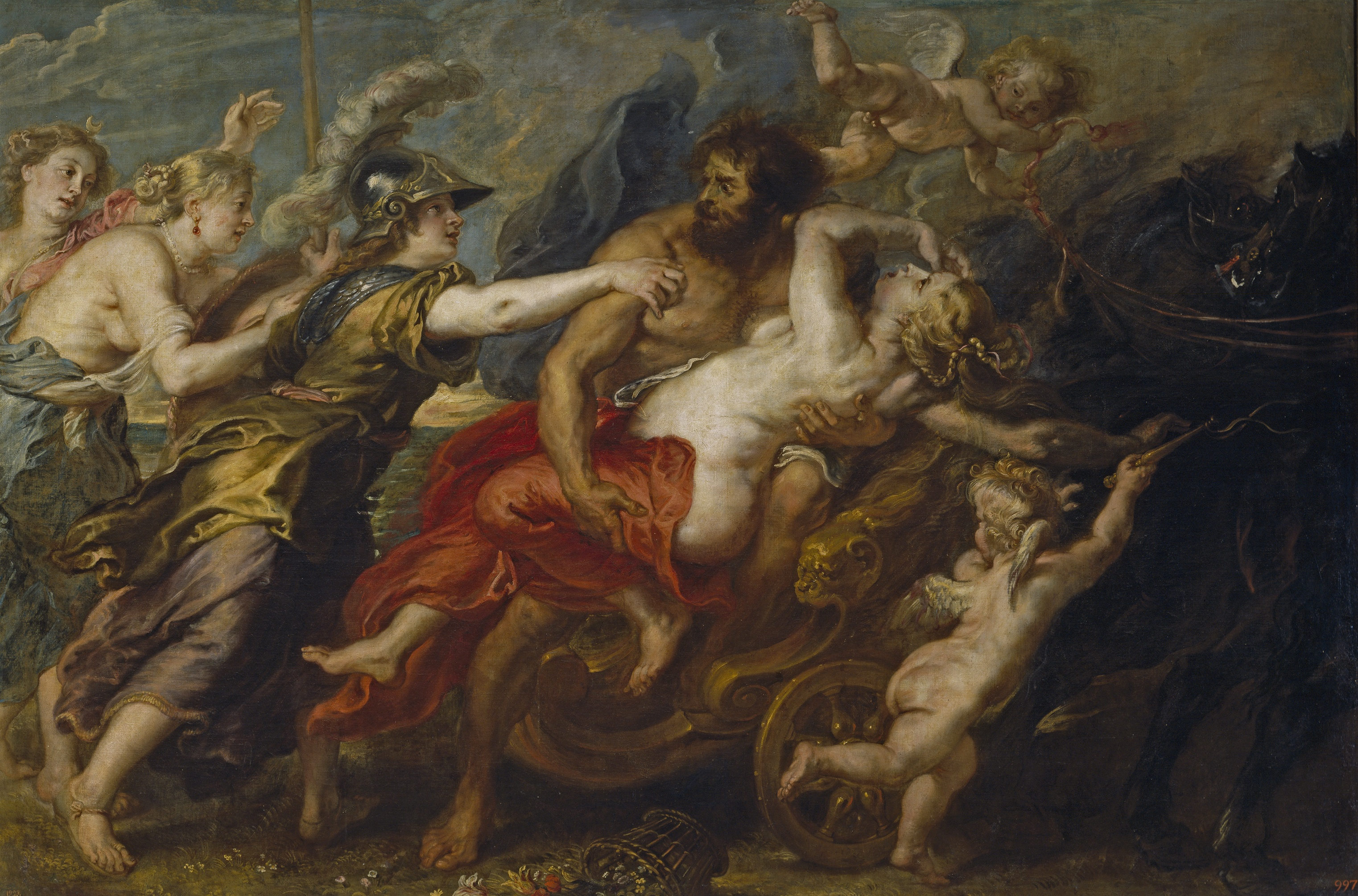
ピーテル・パウル・ルーベンス『プロセルピナの略奪』（1636年と1638年の間） プラド美術館所蔵
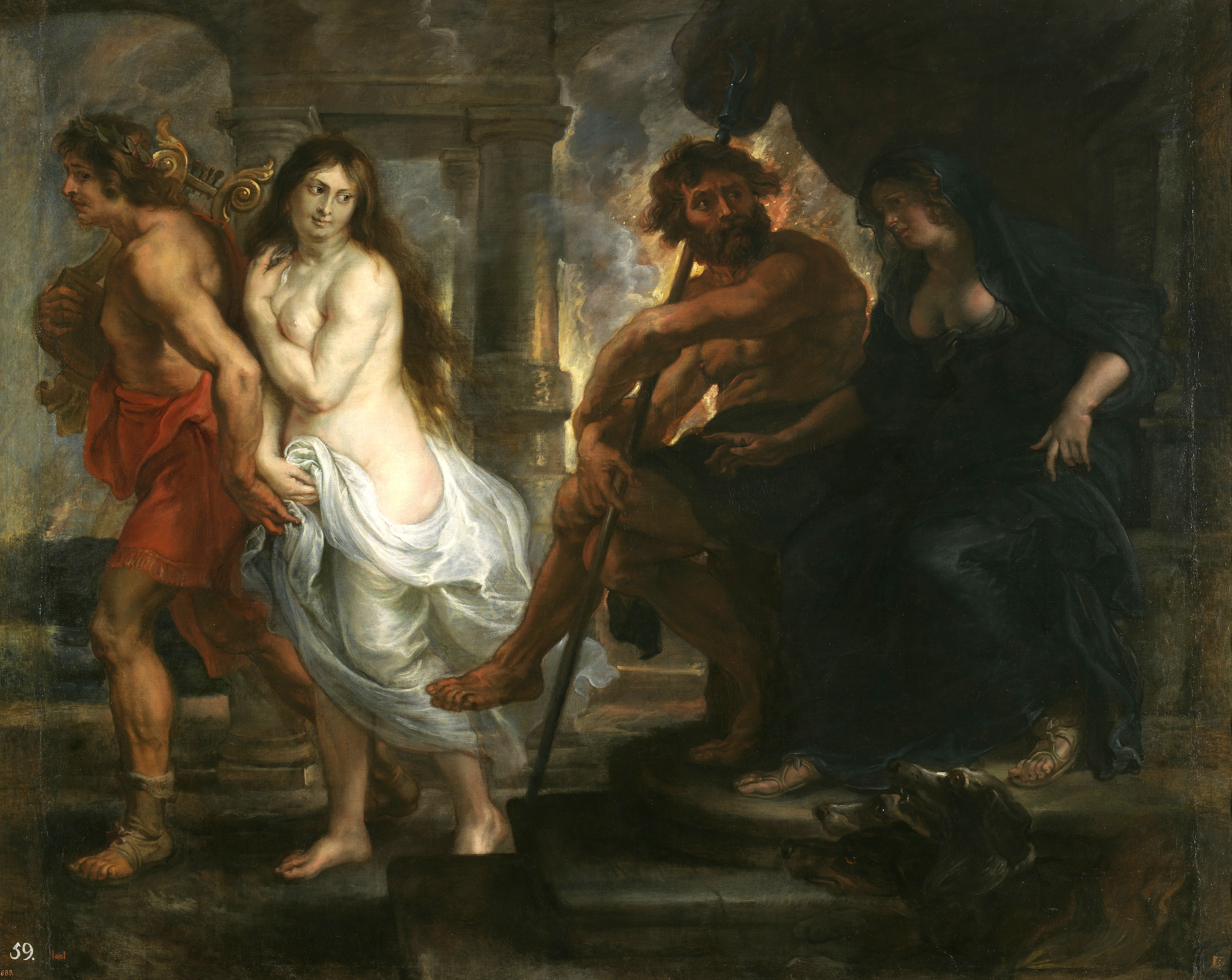
ピーテル・パウル・ルーベンス『オルペウスとエウリュディケ』（1636年と1638年の間） プラド美術館所蔵
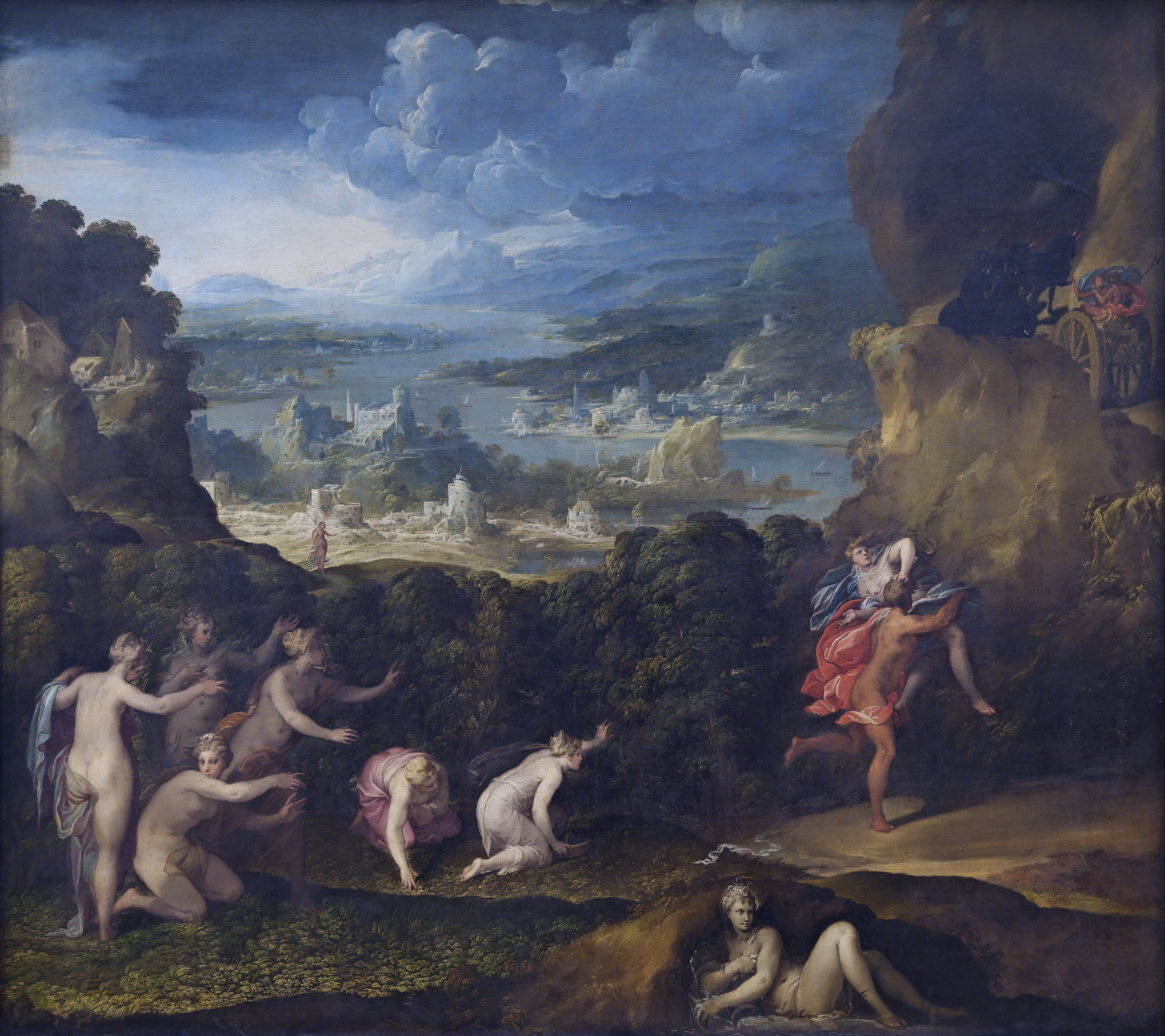
ニコロ・デッラバーテ『プロセルピナの略奪』（1570年頃） ルーヴル美術館所蔵
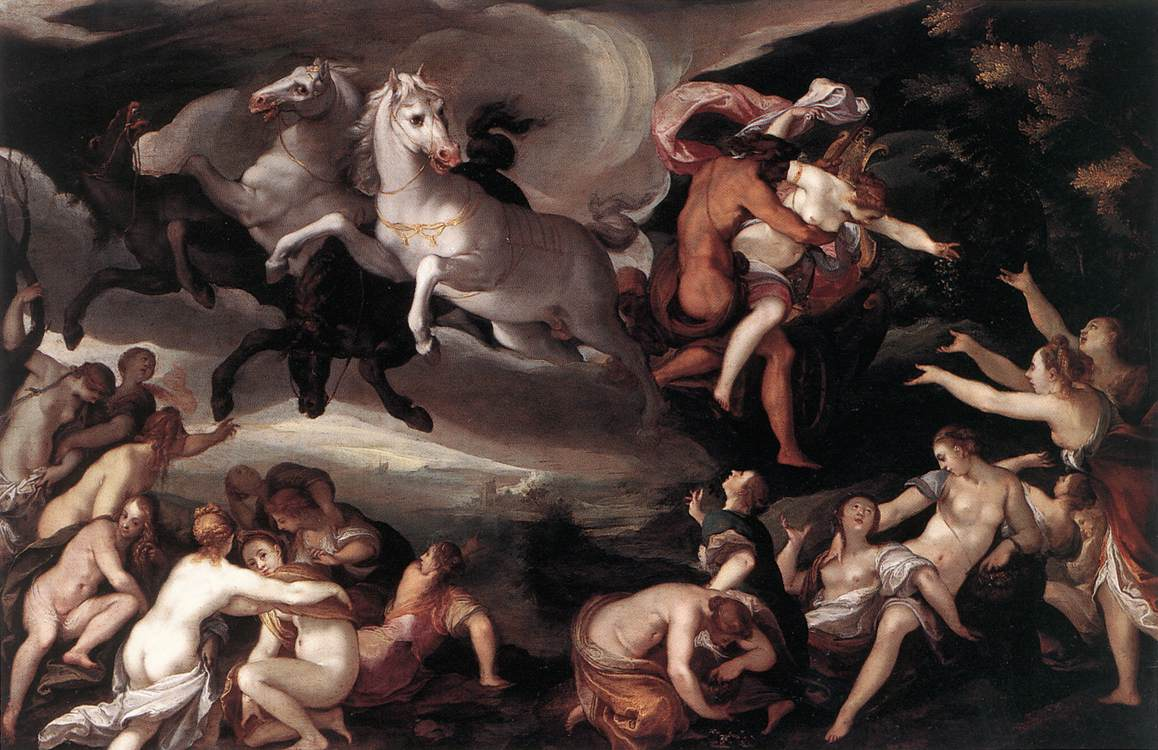
ヨーゼフ・ハインツ『プロセルピナの略奪』（1595年頃） アルテ・マイスター絵画館所蔵
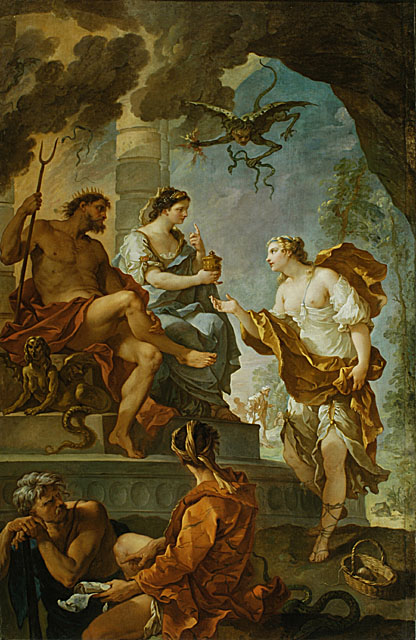
シャルル・ジョセフ・ナトワール『プシュケとプロセルピナ』（1735年） ロサンゼルス・カウンティ美術館所蔵